# 监狱格斗
监狱格斗（英語：Prison Fight）是泰国颇具争议性的囚犯更生计划，由泰国司法部下属狱政厅举办，是一项企图通过格斗运动对囚犯进行改造的项目。
监狱格斗为被监禁的泰籍格斗运动员提供机会，与外籍格斗运动员对垒，以换取减刑的机会，甚至获胜后可以换取自由。 如果囚犯与外国人的比赛中获胜次数足够多，并且在狱中的表现良好，狱政厅可以减轻他们的刑期，甚至给予皇家特赦。
监狱格斗在泰国最高安全规格的监狱内举办，并为囚犯提供资金和设备，帮助他们做好重返社会的准备。 囚犯可以选择参加泰拳和拳击比赛，以换取提前释放的机会。

## 理念

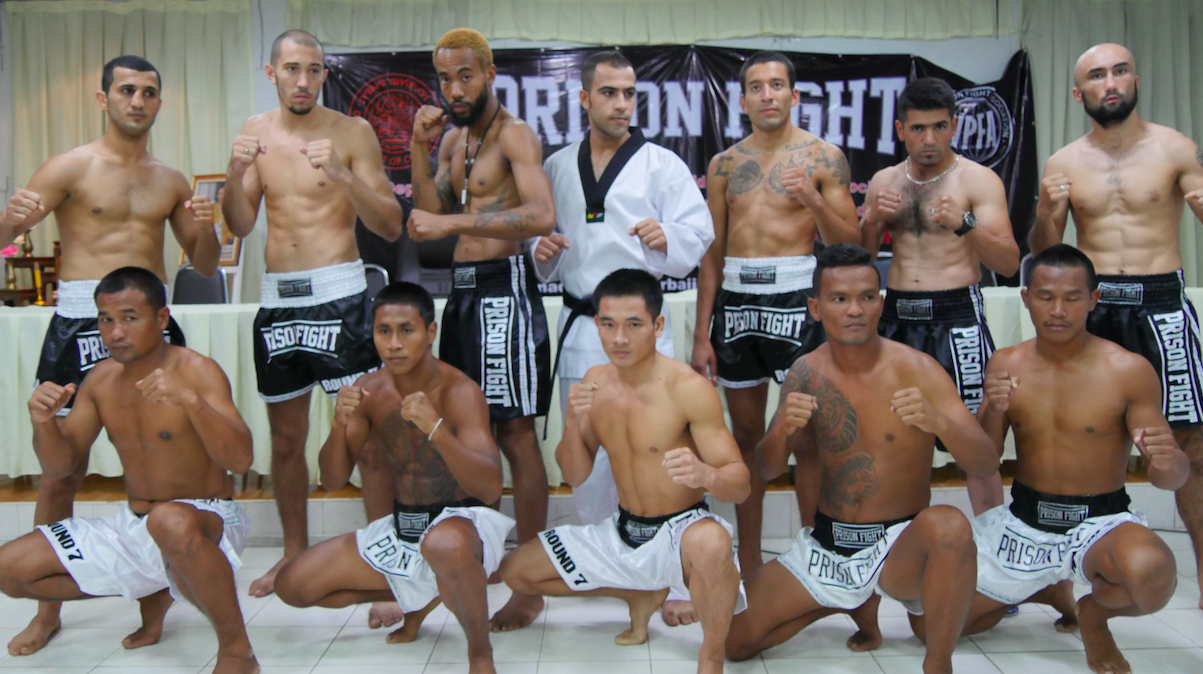
2014年在克隆派监狱举行《监狱格斗：为自由而战》新闻发布会

自从2012年成立以来，监狱格斗就因其颇具争议的理念而广受关注。 狱方宣称有暴力倾向的囚犯，可以通过一系列与外国拳手的比赛，获得胜利来减刑，甚至可以获得自由。
泰国狱政厅的最终目标，是通过“监狱格斗”推行一项更生计划，促进囚犯参加体育运动并增强体质。 据称在监狱内开展体育运动的活动，可以最大限度地减少监狱内部问题的发生，例如：疾病、吸毒和暴力行为。

## 历史
泰国刑罚体系在组织体育赛事方面拥有悠久的历史，狱方举行过足球、篮球和举重等各类公开比赛，不一而足。 为了促进文明的刑罚体系，对于能够为国家带来荣耀的囚犯运动员，泰国当局开始考虑对他们采取减刑。1980年代，泰国狱政厅开展一项名为“狱中体育”（Sports Behind Bars）的改造项目，开启泰国赦免优秀运动员的传统，泰拳是最早提供的活动之一。
此后，有少数囚犯凭借自身的体育技能，成功获得提前释放。2007年，在克隆普伦监狱举行的一场比赛中，女囚犯西里蓬·塔维苏克击败一名日本拳击手，夺得世界拳击理事会女子轻蝇量级冠军；不久之后，她从监狱中被释放，一位泰国官员解释“她为泰国赢得荣耀。” 同年，在曼谷吞武里监狱服刑多年的阿姆纳特·伦龙，在赢得全国拳击冠军后获得赦免；随后，他获得代表泰国参加2008年北京夏季奥运会的资格。

### 创立比赛项目

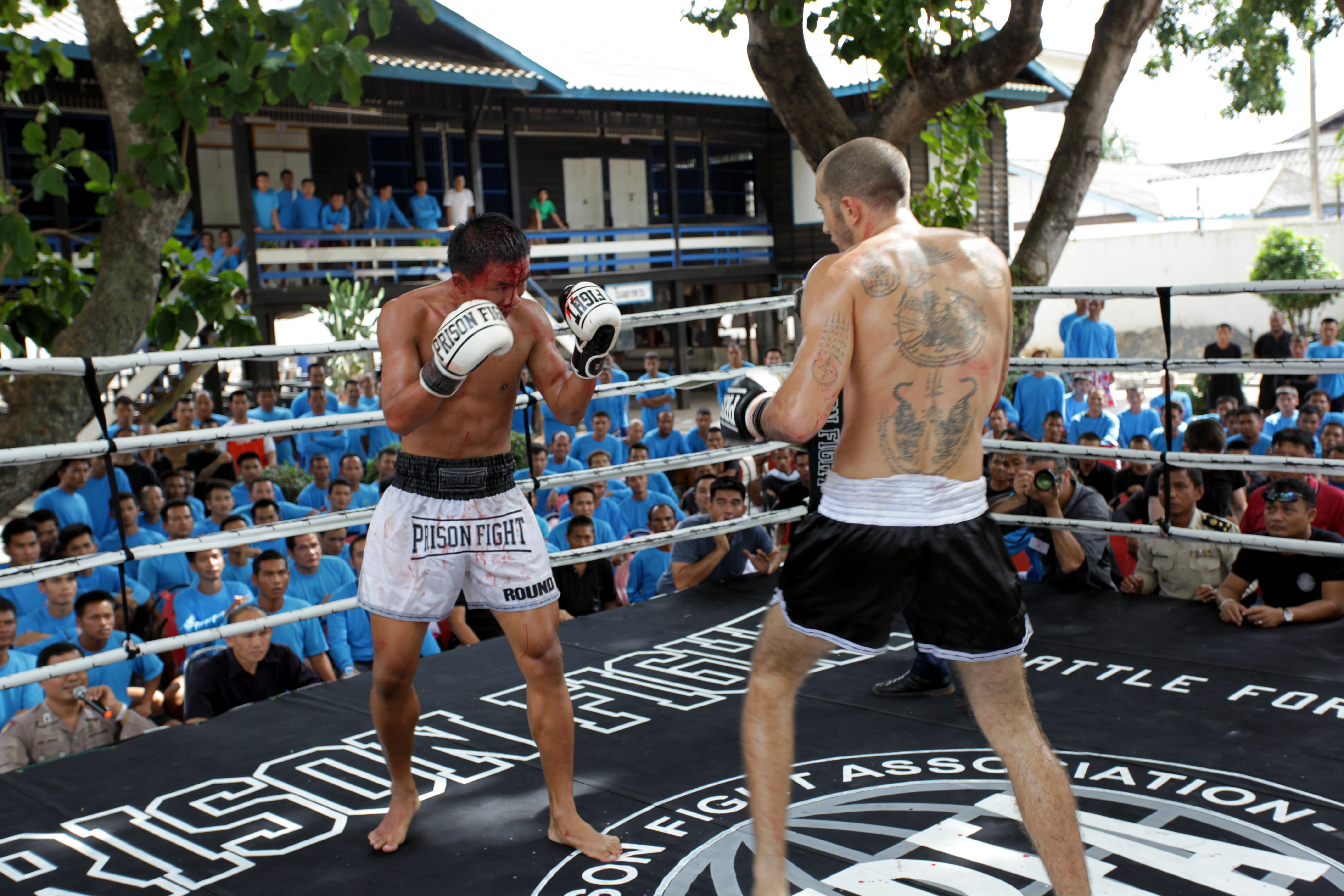
2014年，一名泰国囚犯与缅式拳击选手戴夫·勒杜克在狱中对垒

2012年，爱沙尼亚籍拳击推广人基里尔·索库尔（Kirill Sokur）发起创立一项名为《Prison Fight》的赛事，并决定邀请外籍选手与泰国监狱的囚犯对战，以此将这项赛事推广到更广泛的受众。《Prison Fight》的所有比赛均在克隆派中央监狱举行，该监狱位于距离曼谷以北两小时车程的呵叻府，当时是阿里·查雷苏克（Aree Chaloisuk）担任监狱长，除了第四场比赛是在克隆普伦中央监狱举行。
索库尔成立“Prison Fight”公司为这些赛事进行推广，提供包括擂台和外国拳手在内的所有后勤保障，从而获得监狱部门的支持；此外，索库尔还负责赛事的公关工作，吸引报刊和电视台的关注，并录制比赛内容以便日后出售DVD。
《Prison Fight》能够吸引全球媒体的关注，主要原因之一是其口号——“为自由而战”（Battle for Freedom），许多人认为这是囚犯争取赦免或减刑的一种方式。 过去比赛中因谋杀罪入狱的泰国囚犯查伦蓬·萨旺苏克（Chalernpol Sawangsuk），在战胜英国籍拳手阿伦·伯顿（Arran Burton）后不久就被释放。
如今，《Prison Fight》为有意参加的囚犯制定更为严格的规则，他们不仅要具备优秀的格斗技能，还要在个人发展和行为举止方面表现出模范作用。 加拿大籍拳手戴夫·勒杜克接受《曼谷郵報》采访时，谈到与囚犯的比赛时表示“他们理应得到100%的赞赏”、“如果他赢的比赛，那就是他应得的奖励。”

### 电视传播
2013年初创时期，Vice网络频道旗下的《Fightland》制作一段短视频，在YouTube上被大量分享，让全世界了解到泰国的“监狱格斗”比赛。 2016年，一部以“监狱格斗”比赛为主题的短纪录片《Prison Fight》，分别在在加拿大和泰国拍摄，讲述肖恩·麦克纳布（Sean McNabb）与孔基特·阿贡·凯特诺克（Komkit Agorn Ketnawk）对决的故事，两个来自世界两端的男人，却因为泰拳而产生一个共同点。
2017年，“监狱格斗”被收录在Showtime纪录片《Prison Fighters: 5 Rounds To Freedom》，影片由参演《混乱之子》的明星朗·普尔曼担任旁白，旨在探讨泰国刑事司法系统中备受争议的做法。 纪录片讲述一名被定罪的杀人犯如何走上救赎之路，与一名美国拳手进行最后一场泰拳比赛后，获得泰国国王的皇家赦免。 监狱管理部门在影片中解释，他们希望“利用这项全民运动的受欢迎程度，在格斗训练中发挥令囚犯重新融入社会的效用”，主办机构同时声明“大多数比赛是在戒备森严的克隆派中央监狱举行，获得泰国狱政厅的官方批准。”
2017年11月9日，“监狱格斗”在Canal D播出的加拿大纪录片《La Fosse aux Tigres》中被提及，这部纪录片讲述职业拳手戴夫·勒杜克成为世界冠军的道路，其中包括他在泰国参加“监狱格斗”的比赛经历。